# Nati nel 1045
| Questa pagina contiene informazioni ricavate automaticamente dalle voci biografiche con l'ausilio del template Bio e di un bot. L'aggiornamento è periodico e automatico e ricostruisce completamente la pagina. Se manca una persona in questa lista, sei pregato di non aggiungerla, ma accertati piuttosto che la sua voce biografica contenga il template Bio e che i dati anagrafici siano correttamente compilati. Se il template Bio manca, inseriscilo tu stesso o, in alternativa, metti l'avviso {{tmp\|Bio}} che ne segnala la mancanza. Se i dati riportati sono sbagliati, correggi direttamente la voce biografica; le modifiche saranno visibili in questa lista entro pochi giorni. Per chiarimenti vedi il progetto biografie. La lista contiene solo le 7 persone che sono citate nell'enciclopedia e per le quali è stato implementato correttamente il template Bio. Pagina aggiornata al 13 gen 2025. |

- 26 settembre - Nizār ibn al-Mustanṣir bi-llāh, imam arabo († 1095)
- Adelaide II di Quedlinburg, badessa tedesca († 1096)
- Riccardo d'Altavilla, nobile normanno
- Magnus di Sassonia, nobile tedesco († 1106)
- Margherita di Scozia, regina e santa († 1093)
- Minamoto no Yoshimitsu, militare giapponese († 1127)
- Cosma Praghese, scrittore, presbitero e storico ceco († 1125)